# Saison 3 de Mr Selfridge
Chronologie
Saison 2 Saison 4
Cet article présente les épisodes de la troisième saison de la série télévisée britannique Mr Selfridge.

## Époque
Cette saison se déroule sur la période s'étendant de mai 1918 à juin 1919.

## Distribution de la saison

### Acteurs principaux
- Jeremy Piven : Harry Gordon Selfridge
- Kika Markham : Lois Selfridge
- Kara Tointon : Rosalie Selfridge
- Hannah Tointon : Violette Selfridge
- Amy Morgan : Grace Calthorpe
- Zoë Wanamaker : Princesse Marie Wiasemsky de Bolotoff
- Leon Ockenden : Sergeï de Bolotoff
- Ron Cook : Arthur Carbb
- Tom Goodman-Hill : Roger Grove
- Amanda Abbington : Josie Mardle
- Trystan Gravelle : Victor Colleano
- Samuel West : Frank Edwards
- Amy Beth Hayes : Kitty Hawkins
- Calum Callaghan : George Towler
- Aisling Loftus : Agnes Towler
- Grégory Fitoussi : Henri Leclair
- Katherine Kelly : Lady Mae Loxley
- Aidan McArdle : Lord Loxley
- Kelly Adams : Nancy Webb

### Acteurs récurrents
- Greg Austin : Gordon Selfridge
- Amy Morgan : Grace Calthorpe
- Deborah Cornelius : Miss Blenkinsop
- Lauren Crace : Doris Millar
- Sasie Shimmin : Miss Plunkett
- Ria Zimotrowicz : Sarah Ellis
- Sai Bennett : Jessie Pertree
- Sacha Parkinson : Connie Hawkins
- Edward Akrout : Pierre Longchamp
- Malcolm Rennie : Fraser
- Wendy Nottingham : Mildred Crabb
- Raymond Coulthard : Lord Miles Edgerton
- Jolyon Coy : Augustus Paynton
- Naomi Ryan : Elsa Simmons

### Acteurs invités
- Alana Boden : Beatrice Selfridge
- Cal MacAninch : M. Thackeray
- Mitchell Hunt : Joe Tooby

## Épisodes

### Épisode 1:L'Adieu à Rose
- Royaume-Uni : 25 janvier 2015 sur ITV
- France : 
  -  ? sur OCS Max
  -  ? sur Chérie 25
- Québec : ? sur Radio-Canada

- Royaume-Uni : 4,23 millions de téléspectateurs

### Épisode 2:Jeanne Lanvin
- Royaume-Uni : 1er février 2015 sur ITV
- France : 
  -  ? sur OCS Max
  -  ? sur Chérie 25
- Québec : ? sur Radio-Canada

- Royaume-Uni : 3,99 millions de téléspectateurs

### Épisode 3:La tension monte
- Royaume-Uni : 8 février 2015 sur ITV
- France : 
  -  ? sur OCS Max
  -  ? sur Chérie 25
- Québec : ? sur Radio-Canada

- Royaume-Uni : 4,56 millions de téléspectateurs

### Épisode 4:L'Envers des héros
- Royaume-Uni : 15 février 2015 sur ITV
- France : 
  -  ? sur OCS Max
  -  ? sur Chérie 25
- Québec : ? sur Radio-Canada

- Royaume-Uni : 3,81 millions de téléspectateurs

### Épisode 5:Le Directeur adjoint
- Royaume-Uni : 22 février 2015 sur ITV
- France : 
  -  ? sur OCS Max
  -  ? sur Chérie 25
- Québec : ? sur Radio-Canada

- Royaume-Uni : 4,18 millions de téléspectateurs

### Épisode 6:Manipulation à tous les rayons
- Royaume-Uni : 1er mars 2015 sur ITV
- France : 
  -  ? sur OCS Max
  -  ? sur Chérie 25
- Québec : ? sur Radio-Canada

- Royaume-Uni : 4,14 millions de téléspectateurs

### Épisode 7:Un nouvel actionnaire
- Royaume-Uni : 8 mars 2015 sur ITV
- France : 
  -  ? sur OCS Max
  -  ? sur Chérie 25
- Québec : ? sur Radio-Canada

- Royaume-Uni : 3,98 millions de téléspectateurs

### Épisode 8:La Grande-Bretagne s'amuse
- Royaume-Uni : 15 mars 2015 sur ITV
- France : 
  -  ? sur OCS Max
  -  ? sur Chérie 25
- Québec : ? sur Radio-Canada

- Royaume-Uni : 3,64 millions de téléspectateurs

### Épisode 9:Les Manigances de Loxley
- Royaume-Uni : 22 mars 2015 sur ITV
- France : 
  -  ? sur OCS Max
  -  ? sur Chérie 25
- Québec : ? sur Radio-Canada

- Royaume-Uni : 3,88 millions de téléspectateurs

### Épisode 10:L'Arnaqueuse
- Royaume-Uni : 29 mars 2015 sur ITV
- France : 
  -  ? sur OCS Max
  -  ? sur Chérie 25
- Québec : ? sur Radio-Canada

- Royaume-Uni : 3,96 millions de téléspectateurs